# Ipomoea graminea
Ipomoea graminea är en vindeväxtart som beskrevs av Robert Brown. Ipomoea graminea ingår i släktet praktvindor, och familjen vindeväxter. Inga underarter finns listade i Catalogue of Life.